# 김수손
김수손(金首孫, 1430년 ~ ?)은 조선 전기의 문신이자 학자로, 자는 자윤(子允)이다. 본관은 예안(禮安)이다. 1456년(세조 2)의 식년시와 1476년(성종 7년)의 중시에 급제하여 두 번 과거에 합격하였으며, 관직은 여러 벼슬을 지내고 형조참판(刑曹參判)에 이르렀다. 세조 때부터 성종 때의 《경국대전》 편찬, 간행에 참여하였다.

## 생애
증조는 장군 김로(金輅)이고, 조부는 증 참판에 추증된 김숙량(金叔良)이며, 부친은 현령과 사헌부장령을 지낸 김신(金新)이다. 숙부는 대사헌을 지낸 김지이고 5촌 당숙은 천문학자인 문절공 김담이었다.
생원시에 합격하고 생원으로 1452년(문종 2) 초시 진사과에 합격하였다. 1456년(세조 2) 식년시 정과에 4등으로 급제하였으며, 이후 여러 벼슬을 거쳐 1468년(세조 14년) 황해도 도사, 1470년(성종 1) 사헌부지평을 지냈다. 그 뒤 행경력(行經歷)으로 재직 중 1476년(성종 7) 중시(重試)에도 급제하여 당상관으로 승진했다.
1477년 남원부사로 나갔다가 1482년 마감청낭관, 84년 봉상시정(奉常寺正)이 되었다. 이후 성균관 대사성(成均館大司成)을 거쳐 1486년 사간원대사간이 되었다. 1487년 정심, 수성 등에 대한 14조를 상소하였고, 1488년 성균관대사성에 재임명되었다. 그해 11월 전주부윤으로 나갔다. 1491년 병조참의, 병조참지를 거쳐 이조 참판(吏曹參判), 한성부우윤, 동지중추부사(同知中樞府事) 등을 역임하고 1493년(성종 24) 가선대부 동지중추부사로 동년 10월 명나라에 파견되는 하정사로 연경에 갔다 1494년 3월에 환국하였다. 1494년 황해도관찰사로 부임했다.
세조 때부터 조선시대 통치체제의 기본법전인 《경국대전》 간행에 참여하여 성종 때인 1485년(성종 16)에 완성을 보았다. 1495년 형조참판이 되었다.
1499년(연산군 5) 동지중추부사가 되었다가 나이 70이 넘었으므로 사퇴하고자 하였으나 연산군이 허용하지 않았다. 1502년 동지중추부사가 되었다.
사망일은 미상이다. 사후 1989년 후손들에 의해 신도비가 세워졌다.

## 가족 관계
- 할아버지 : 김숙량(金叔良)
  - 아버지 : 김신(金新)
  - 어머니 : 최거의 딸
    - 부인 : 공기의 딸
      - 아들 : 김사창(金泗昌)
      - 자부 : 이준의 딸
        - 손자 : 김반천(金半千)

## 같이 보기
- 경국대전
- 김담
- 신숙주